# Semaeopus concatenans
Semaeopus concatenans är en fjärilsart som beskrevs av Dyar 1918. Semaeopus concatenans ingår i släktet Semaeopus och familjen mätare. Inga underarter finns listade i Catalogue of Life.